# 岡田暁宜
岡田 暁宜（おかだ あきよし、1967年 - ）は、日本の精神科医。現在、名古屋大学総合保健体育科学センター保健科学部教授および名古屋大学大学院医学系研究科精神病理学・精神療法学教授。
愛知県出身。名古屋市立大学大学院医学研究科修了（医学博士）
経歴：名古屋市立大学病院臨床研修医、名古屋市立大学病院臨床研究医、愛知医科大学医学部衛生学助手、愛知教育大学保健管理センター講師、愛知教育大学保健環境センター准教授、南山大学人文学部心理人間学科教授および保健センター長、名古屋工業大学保健センター教授および保健センター長、慶應義塾大学環境情報学部教授を経て、現在に至る。
2010年日本精神分析学会奨励賞（山村賞）受賞。
認定：精神科専門医および指導医（日本精神神経学会、日本専門医機構）、精神分析家および訓練分析家（日本精神分析協会、International Psychoanalytical Association）、精神分析的精神療法医および精神分析的精神療法医スーパーバイザー（日本精神分析学会）、認定精神分析的精神療法医および精神分析的精神療法指導医（日本精神分析的精神医学会）、心身医療専門医（日本心身医学会）、認定内科医（日本内科学会）、認定産業医（日本医師会）、臨床心理士（日本臨床心理士資格認定協会）。

専門：精神分析、精神分析的精神療法、力動精神医学、青年期精神医学、キャンパスメンタルヘルス、心身医学